# Choc thermique (physique)
Pour les articles homonymes, voir Choc thermique.
 (août 2016).
Si vous disposez d'ouvrages ou d'articles de référence ou si vous connaissez des sites web de qualité traitant du thème abordé ici, merci de compléter l'article en donnant les références utiles à sa vérifiabilité et en les liant à la section « Notes et références ».
Un choc thermique (ou thermocution) est un brusque changement de température appliqué à un matériau ou à un objet. L'application de chocs thermiques répétés peut provoquer de la fatigue thermique.

## Effet du choc thermique
Le choc thermique engendre des contraintes internes dans les matériaux durs et rigides qui peuvent le faire éclater. Lors d'un refroidissement rapide, le cœur d'un matériau est encore chaud alors que sa partie externe est froide et se rétracte donc. Les contraintes de tension ainsi engendrées peuvent provoquer des fissures ou l'éclatement du matériau.

## Objets concernés
Parmi les objets qui peuvent se dégrader à cause d'un choc thermique, on peut citer : les ustensiles de cuisson émaillés, les appareils émaillés pour les installations industrielles, les récipients en verre, les objets en céramique technique et les carreaux et dalles en céramique
Le verre risque d'éclater en cas de choc thermique brutal (bris de glace). La roche y est sensible aussi. Ce phénomène a été utilisé dès la préhistoire pour rechercher les silex ou exploiter divers minerais de métaux : c'est le dépilage par le feu dans les mines anciennes.

## Réduction de l'effet
Si le coefficient de dilatation thermique linéaire est faible, le risque de rupture par choc thermique est moindre. Ainsi, les verres pour la verrerie de laboratoire ou la cuisine (plat de four) sont en borosilicate (comme le Pyrex), verre de coefficient de dilatation thermique bien plus faible que les aluminosilicates (verre à vitre). Les plaques de cuisson sont des vitrocéramiques LAS (Lithium-Alumino-Silicate) à coefficient de dilatation quasi-nul. 
On peut durcir un acier chauffé au rouge en le plongeant brutalement dans l'eau ; il s'agit de « la trempe ». S'il y a risque de fissuration on privilégie un moyen de refroidissement moins rapide comme l'huile ou l'air suivant la composition de l'acier.

## Test par choc thermique
Les tests sont réalisés dans une enceinte à chocs thermiques, composée de deux chambres, une pour les températures négatives et l'autre pour les températures positives. Le choc est produit lorsque les échantillons sont transférés très rapidement (en moins de 10 secondes) entre les deux chambres. Ils peuvent ainsi par exemple passer de −80 °C à 220 °C, ces températures dépendant des procédures d'essai et des capacités de la machine. Ce cycle peut être répété plusieurs fois sur le même échantillon.
Les faiblesses mécaniques invisibles de composants électroniques sont rapidement révélées quand les échantillons sont soumis à un cycle de chocs thermiques rapide.